# Alexis Escamilla
Pas d'image ? Cliquez ici

a Compétitions nationales et continentales officielles uniquement.

Alexis Escamilla, né le 3 septembre 1993, est un joueur français de rugby à XIII évoluant au poste d'arrière ou d'ailier. Formé à Carcassonne avec lequel il fait ses débuts en senior, il y remporte deux Coupes de France en 2017 et 2019 et prend part à trois finales perdues de Championnat de France en 2015, 2016 et 2019. Son cousin Bastien Escamilla est également joueur de rugby à XIII.

## Palmarès

### Collectif
- Vainqueur du Championnat de France : 2022 et 2024 (Carcassonne).
- Vainqueur de la Coupe de France : 2017[1], 2019  et 2023 (Carcassonne).
- Finaliste du Championnat de France : 2015, 2016, 2019, 2021, 2023 et 2025 (Carcassonne).
- Finaliste de la Coupe de France :  2014 (Carcassonne).

### En club
| Saison    | Club        | Compétition           | Matchs | Points | Essais | Goals | Drops |
| --------- | ----------- | --------------------- | ------ | ------ | ------ | ----- | ----- |
| 2012-2013 | Carcassonne | Championnat de France | 8      | 8      | 2      | -     | -     |
| 2013-2014 | Carcassonne | Championnat de France | 12     | 16     | 4      | -     | -     |
| 2014-2015 | Carcassonne | Championnat de France | 21     | 52     | 13     | -     | -     |
| 2015-2016 | Carcassonne | Championnat de France | 19     | 72     | 18     | -     | -     |
| 2016-2017 | Carcassonne | Championnat de France | 15     | 28     | 7      | -     | -     |
| 2017-2018 | Carcassonne | Championnat de France | 5      | 20     | 5      | -     | -     |
| 2018-2019 | Carcassonne | Championnat de France | 14     | 36     | 9      | -     | -     |
| 2019-2020 | Carcassonne | Championnat de France | 10     | 24     | 6      | -     | -     |
| 2020-2021 | Carcassonne | Championnat de France | 8      | 16     | 4      | -     | -     |